# Гардашьян, Мкртыч Мартиросович
Мкртыч Мартиросович Гардашьян (15 августа 1894, Ван, Ван — 17 июня 1938, Ростов-на-Дону) — врач-хирург, деятель коммунистической партии, народный комиссар здравоохранения Армянской ССР. Ректор Ростовского государственного медицинского университета (1935—1937).

## Биография
Мкртыч Мартиросович Гардашьян родился в 1894 году в Ване (ныне — в Турции). В 1916 году окончил Нерсесяновскую духовную семинарию в Тифлисе. В 1917 году поступил сначала в Тифлисский университет на медицинский факультет, затем перешёл учиться на медицинский факультет Московского университета, который окончил в 1922 году. В 1931—1932 годах учился в Москве в институте Красной профессуры на естественном факультете. Закрытие института помешало Гардашьяну его закончить.
После учебы в Московском университете был направлен в клиническую ординатуру в I Московский Государственный университет на кафедру факультетской хирургии. В 1925 году окончил ординатуру.
В разное время работал на должностях: больничный ординатор и клинический ассистент в Московской больнице имени доктора Боткина (1925—1928); народный комиссар здравоохранения Армении (1928—1931); старший научный сотрудник по хирургии в Московском областном клиническом институте (1932—1935); доцент кафедры факультетской хирургии, потом — директор Ростовского Медицинского института (1935—1937).
В марте 1917 года вступил в ряды ВКП(б). В свое время Пленум ЦК Закавказской КП(б) Армении избирал М. М. Гардашьяна членом ЦК ВКП(б) Армении. Был также членом ЦК трёх созывов, избирался делегатом XV съезда ВКП(б).
4 сентября 1937 года был арестован. 17 июня 1938 года выездной сессией военной коллегии Верховного суда СССР был приговорён к высшей мере наказания, расстрелян в Ростове-на-Дону в тот же день.